# Saint-Symphorien-d’Ancelles
Saint-Symphorien-d’Ancelles – miejscowość i gmina we Francji, w regionie Burgundia-Franche-Comté, w departamencie Saona i Loara.
Według danych na rok 1990 gminę zamieszkiwały 793 osoby, a gęstość zaludnienia wynosiła 129 osób/km² (wśród 2044 gmin Burgundii Saint-Symphorien-d’Ancelles plasuje się na 298. miejscu pod względem liczby ludności, natomiast pod względem powierzchni na miejscu 1168.).